# Santiago Vernazza
Julio Carlos Santiago Vernazza (Buenos Aires, Argentina; 23 de septiembre de 1928-12 de noviembre de 2017) fue un futbolista argentino. Jugó en la posición de puntero derecho y su primer equipo fue el Club Atlético Platense.

## Biografía

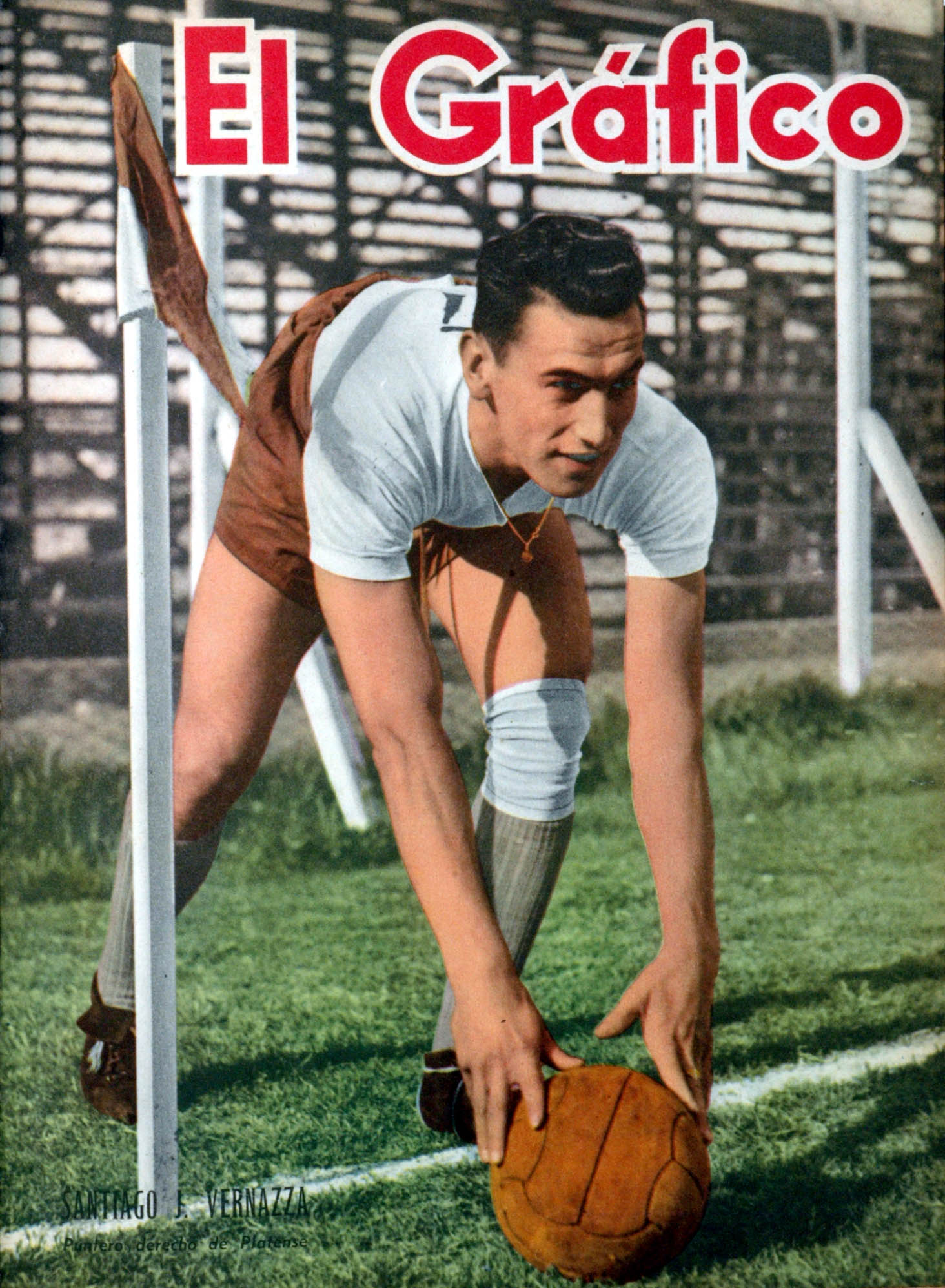
Santiago Vernazza (Platense) en 1949.

Vernazza debutó en el Platense en 1947, donde jugó hasta 1950, pasando posteriormente al Club Atlético River Plate en 1951. Allí fue goleador del campeonato, continuando en la institución hasta 1956.
Posteriormente actuó en los clubes Palermo, Milan y Lanerossi Vicenza de Italia, retirándose de la práctica del fútbol en 1964.
Caminaba desde su trabajo en el centro hasta su casa en la calle Ruiz Huidobro solo para fortalecer las piernas, cosa que le dio resultado, ya que se destacó por su potente remate.
Debutó en Platense ante River Plate en 1947. El primer gol se lo marcó de penal a Rosario Central. Su último partido en Platense también fue contra River Plate, al final del campeonato de 1950, convirtiendo también un gol de penal.
La transferencia a River se hizo por $250.000 más los pases de Muñoz, Negri y Oscar Coll.
En el Palermo de Italia logró el ascenso, donde también es el tercer máximo goleador de la historia con 53 tantos.
Con la Selección Argentina logró ganar el Campeonato Sudamericano de 1955 (Llamado ahora Copa América) en Chile ingresando en el último partido por Micheli.
Tras todo un año con graves problemas de salud, falleció en la mañana del 12 de noviembre de 2017.

## Clubes

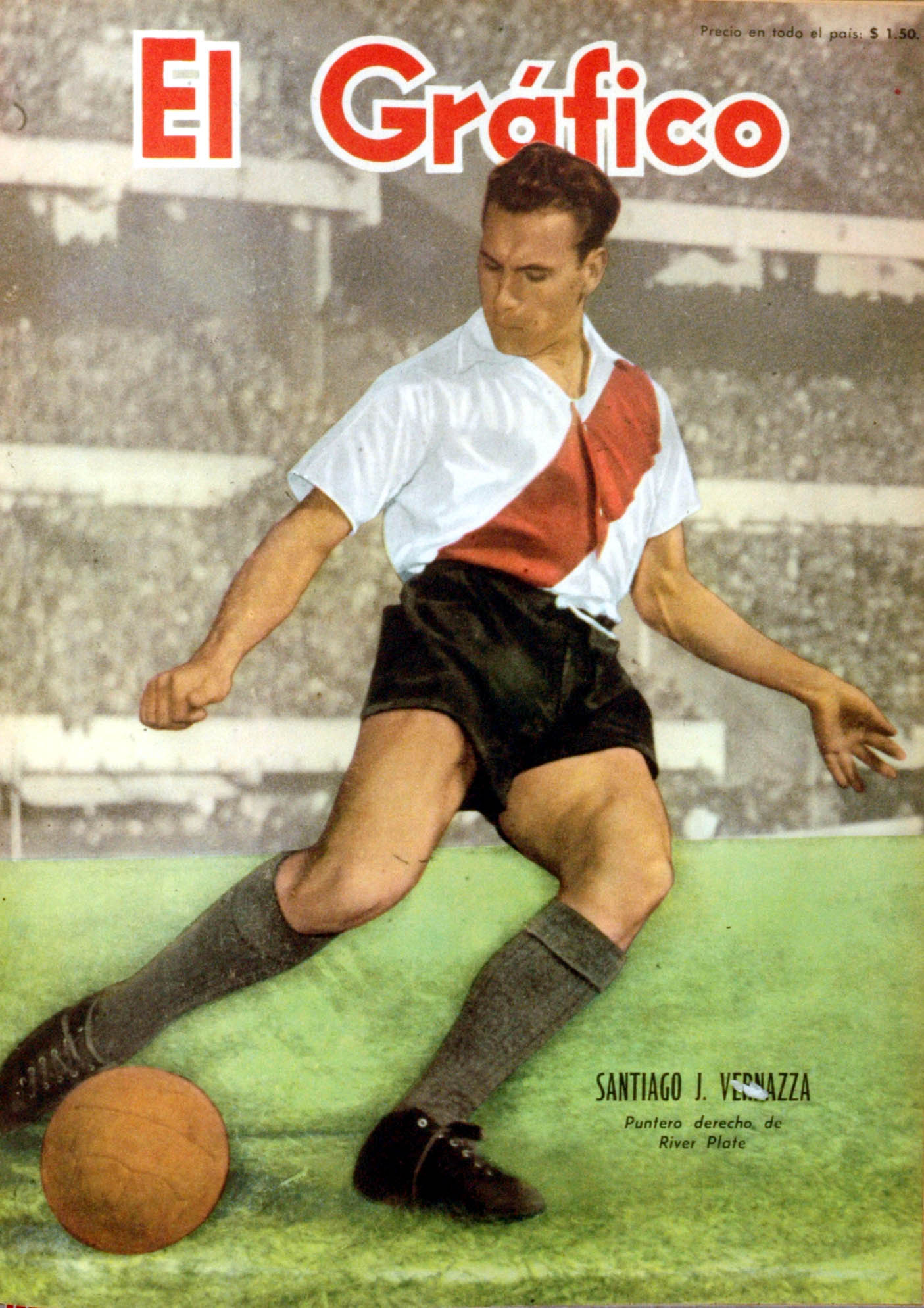
Vernazza en 1952.

| Club        | País      | Año       |
| ----------- | --------- | --------- |
| Platense    | Argentina | 1947-1951 |
| River Plate | Argentina | 1951-1956 |
| Palermo     | Italia    | 1956-1960 |
| A.C. Milan  | Italia    | 1960-1961 |
| Vicenza     | Italia    | 1961-1963 |

## Palmarés

### Campeonatos nacionales
| Título                        | Club        | País      | Año  |
| ----------------------------- | ----------- | --------- | ---- |
| Primera División de Argentina | River Plate | Argentina | 1952 |
| Copa Ibarguren                | River Plate | Argentina | 1952 |
| Primera División de Argentina | River Plate | Argentina | 1953 |
| Primera División de Argentina | River Plate | Argentina | 1955 |
| Primera División de Argentina | River Plate | Argentina | 1956 |

### Ascensos
| Serie B | Palermo | Italia | 1958-59 |

### Campeonatos internacionales  e
| Campeonato Sudamericano | Selección Argentina | Chile | 1955 |